# Mavārem Kolā
Mavārem Kolā (persiska: موارم كلا) är en ort i Iran.   Den ligger i provinsen Mazandaran, i den norra delen av landet, 160 km nordost om huvudstaden Teheran. Mavārem Kolā ligger 5 meter över havet och antalet invånare är 306.
Terrängen runt Mavārem Kolā är platt. Runt Mavārem Kolā är det ganska glesbefolkat, med 36 invånare per kvadratkilometer. Närmaste större samhälle är Sari, 13,8 km öster om Mavārem Kolā. Trakten runt Mavārem Kolā består till största delen av jordbruksmark.